# Štefan Žáry
Štefan Žáry (12. prosince 1918, Poniky – 25. srpna 2007, Bratislava) byl slovenský básník, prozaik, esejista, překladatel a novinář, představitel nadrealistické poezie, též autor knih pro děti a mládež. Byl manželem spisovatelky Hany Ponické, zemřel 4 dny po ní.

## Životopis
Narodil se v učitelské rodině a vzdělání získával v Ponikách, Zvoleně, Banské Bystrici (kde roku 1938 maturoval) a později na Filosofické fakultě Univerzity Komenského v Bratislavě (slovenština – němčina). Roku 1942 nastoupil na vojenskou službu a během druhé světové války bojoval na italské frontě. Po skončení vojny pracoval jako redaktor v Národní obrodě, v ČTK v Římě a od roku 1950 pracoval ve Svazu slovenských spisovatelů. Jeho činnost je spjatá hlavně s vydavatelstvím Slovenský spisovatel, kde pracoval 20 let, dlouho jako šéfredaktor a ředitel. Od roku 1970 se věnoval výlučně psaní literatury. V roce 1961 byl laureátem státní ceny Klementa Gottwalda, v roce 1968 mu byl udělen titul zasloužilý umělec.

## Tvorba
Začátky jeho literární tvorby se vážou k jeho gymnaziálnímu studiu. První díla uveřejňoval časopisecky (Nový rod, Mladá kultúra), první kniha mu vyšla až v roce 1938. Začínal psaním vlastenecké poezie, později se námětem pro jeho díla stalo vnitřní rozpoložení lyrického subjektu až tragický pocit života, ale také kritika společenských jevů. Stále častěji se v jeho dílech objevuje problematika mravnosti současné společnosti, hrdinství člověka, myšlenka věčného utrpení či malá lidská drámata a každodenní situace člověka. Kromě poezie se věnoval i psaní prózy a literatury pro děti a mládež. Kromě vlastní tvorby také překládal do slovenštiny italskou, francouzskou a španělskou literaturu. Byl významným představitelem slovenských nadrealistů.

## Dílo

### Poesie
- 1938 – Srdcia na mozaike, sbírka básní
- 1941 – Zvieratník, sbírka básní
- 1944 – Stigmatizovaný vek, sbírka básní
- 1944 – Pečať plných amfor, sbírka básní
- 1946 – Pavúk pútnik, sbírka básní
- 1946 – Slnovraty, veršovaná lyrická hra
- 1947 – Dobrý deň, pán Villon, sbírka básní
- 1947 – Zasľúbená zem
- 1948 – Meč a vavrín, lyricko-epická skladba
- 1952 – Cesta, sbírka básní
- 1954 – Aká to vôňa, sbírka básní
- 1955 – Návšteva, sbírka básní
- 1957 – Po mne iní, sbírka básní
- 1960 – Ikar večne živý, sbírka básní
- 1960 – Zázračný triezvy koráb, sbírka básní
- 1962 – Osmelenie do dňa, sbírka básní
- 1962 – Romanca o Esmeralde, sbírka básní
- 1964 – Dvanásťkrát žena, sbírka básní
- 1965 – Múza oblieha Tróju, básnické pásmo se vzpomínkovým charakterem
- 1966 – Púť za kolibríkom, sbírka básní
- 1974 – Svätojánsky sen, veršovaný epos
- 1974 – Leto nášho dospievania, sbírka básní
- 1977 – Smaragdové rúno, sbírka básní
- 2004 – Orchidea Nostalgis, sbírka básní

### Próza
- 1947 – Apeninský vzduch, soubor novel
- 1955 – Dolu na juhu
- 1972 – Azúrová anabáza, z velké části autobiografický román
- 1976 – Úsmevné údolie, autobiografické dílo
- 1979 – Snímanie masiek, soubor portrétů

### Díla pro děti a mládež
- 1954 – Zázračné oči, básnicky interpretovaný svět vědy, techniky a vynálezů
- 1957 – Povesti a báje veršované epické příběhy
- 1961 – Ohňostroj
- 1964 – Kukučkové hodiny
- 1974 – Červená žufanka, vzpomínky na dětství
- 1979 – Ako dočiahneme slnce, poesie pro děti
- 1980 – Ako zima koncertuje, leporelo

### Výběry
- 1958 – Vybrané verše (1938–1958)
- 1962 – Kde citróny kvitnú, souborné vydání próz Apeninský vzduch a Dolu na juhu
- 1968 – A uvádzaj do pokušenia, výběr poesie
- 1968 – Tekutý poľovník. Vybrané spisy I
- 1976 – Dych domova. Vybrané spisy II
- 1978 – Opojenie, výběr poesie
- 1981 – Kotvy a krídla. Vybrané spisy III

### Překlady do slovenštiny
- 1961 – Guillaume Apollinaire: Pásmo (spoluautoři Pavel Bunčák, Ján Rak, Vladimír Reisel)
- 1948 – Jean-Nicholas Arthur Rimbaud: Dielo
- 1954 – Paul Éluard: Básne pre všetkých
- 1965 – Federico García Lorca: Španielske romance (spoluautor Vladimír Oleríny)
- 1953 – Pablo Neruda: Vám patrím, vám spievam
- 1953 – Nicolás Guillén: Piesne Kuby
- 1978 – Nicolás Guillén: Krv zmnohonásobená
- 1957 – Gianni Rodari: Obrázky a bájky
- 1961 – Salvatore Quasimodo: Teraz, keď deň sa dvíha
- 1965 – Pier Paolo Pasolini: Rímske večery
- 1966 – Lamberto Pignotti: Poznávanie človeka
- 1967 – Guiseppe Ungaretti: Sny a akordy

## Ocenění
- Zasloužilý umělec (1968)
- Čestný doktorát literatury od WAAC (1998)[1]
- Cena primátora města Banská Bystrica (1999)